# Васаи-Вирар
Васаи-Вирар (маратхи वसई-विरार महानगरपालिका) — город в штате Махараштра на западе Индии.
Васаи-Вирар представляет собой агломерацию из нескольких ранее самостоятельных городов. Район являющийся собственно городом примерно соответствует древнему городу Сопаре.
Васаи-Вирар является самым северным спутником Мумбаи, входя в состав агломерации Мумбаи.

## История
Согласно Пуранам шестая реинкарнация бога Вишну, Паршурама, создал регион Конкан. Васаи-Вира представляет собой северную часть Конкана. На месте современного Васаи-Вирара в древности располагался город Сопара. Княжество Сопара упомянуто в Махабхарате. Сахадева присоединил Сопару к Хастинапурской империи.
Археологические раскопки в Коте, близ современной деревни Сопара, проведённые в апреле 1882 года, подтвердили существование в районе Васаи-Вирара древнего буддийского города-порта. Найденный при раскопках камень с высеченными надписями подтвердил, что Сопара в течение 250 лет являлась столицей княжества Апаранта. В 1956 году здесь были обнаружены артефакты эпохи императора Ашоки.
В буддийской литературе утверждается, что Сопара была процветающим торговым и религиозным центром в 540 г. до н. э., однако этот период истории города туманен.
В 6 веке нашей эры регион находился под управлением правителей из династии Маурьев. Примерно в 590 году Чалукьи из Бадами завоевали северную часть Конкана. В 750 году регион перешёл под контроль Раштракутов. При Раштракутах власть в региона перешла к правителям из династии Шилахара. В XIII—XIV веках северный Конкан поочерёдно находился под контролем индуистских и мусульманских правителей.
С 1407 года провинция управлялась субедаром Гуджарата, Бхадуршахом, который в 1428 году объявил о своей независимости от Делийского султаната. Режим Бхадуршахов продержался до 1534 года, когда Бадшах Хамаюн, правитель Дели, напал на провинцию. Бхадуршах в обмен на предоставление убежища передал провинцию Васаи португальцам.
К этому времени португальцы уже имели колонии в Гоа и Чауле. Они нашли Васаи идеальным местом для защиты своих колоний от империи Маратха и мусульманских правителей. Они построили небольшой форт в Арнале и главный форт в Васаи. При португальцах порт Васаи вернул своё значение.
В 1739 году регион был захвачен войсками пешвы империи Маратха. Пешвы управляли регионом из Пуны вплоть до 1818 года, когда регион перешёл под контроль британцев. Не выдержав конкуренции с портом соседнего Мумбаи, Васаи пришёл в упадок.
После обретения Индией независимости строительство железной дороги, связавшей регион Васаи-Вирар с «большой землёй», началось активное развитие региона. Вплоть до 1970-х Васаи оставался скорее сельскохозяйственным регионом, привлекательным для отдыха. Только в 1980-х рост Мумбаи привёл к активному строительству жилья в этом районе. Население резко выросло с 250 тысяч в 1970-м до более 800 тысяч человек в 1990-м. Доступность рабочей силы привела к развитию промышленности в этом регионе.
3 июля 2010 года создана муниципальная корпорация Васаи-Вирар.

## Физико-географическая характеристика
Васаи-Вирар расположен в округе Палгхар, в 50 км к северу от Мумбаи. Город расположен на северном берегу протоки Васаи-Крик, части эстуария реки Улхас.

### Климат
Для Васаи-Вирар характерен тропический климат саванн. Общий климат ровный с большим количеством дней дождей и очень немногими днями экстремальных температур. Температура колеблется от 22 °C до 36 °C. Зимой температура от 12 °C до 20 °C, в то время как диапазон летних температур от 36 °C до 41 °C. Из общего количество осадков, 80 % дождей падает в течение июня по октябрь. Среднегодовое количество осадков 2000—2500 мм, влажность 61—86 %. Сухие дни зимой, в то время как влажные дни в июле.
| Показатель                    | Янв. | Фев. | Март | Апр. | Май  | Июнь | Июль | Авг. | Сен. | Окт. | Нояб. | Дек. | Год  |
| ----------------------------- | ---- | ---- | ---- | ---- | ---- | ---- | ---- | ---- | ---- | ---- | ----- | ---- | ---- |
| Средний суточный максимум, °C | 28,5 | 29,0 | 31,0 | 32,5 | 33,2 | 32,0 | 29,7 | 29,5 | 29,8 | 32,0 | 32,1  | 30,3 | 30,8 |
| Средняя температура, °C       | 23,2 | 23,7 | 26,3 | 28,3 | 29,8 | 29,0 | 27,4 | 27,1 | 27,0 | 27,8 | 26,6  | 24,6 | 26,7 |
| Средний суточный минимум, °C  | 17,9 | 18,5 | 21,6 | 24,2 | 26,5 | 26,1 | 25,1 | 24,7 | 24,3 | 23,6 | 21,2  | 18,9 | 22,7 |
| Норма осадков, мм             | 0    | 1    | 0    | 0    | 10   | 486  | 870  | 531  | 350  | 71   | 6     | 1    | 2327 |
| Источник:                     |      |      |      |      |      |      |      |      |      |      |       |      |      |

## Население
Согласно переписи 2011 года это пятый по величине город в штате Махараштра. Население Васаи-Вирар в 2011 году составляло 1 221 233 человек.

## Органы власти
Васаи-Вирар регулируется двумя органами — муниципальной корпорацией Васаи-Вирар и Grampachayat.

### Муниципальная корпорация Васаи-Вирар
Муниципальную корпорацию Васаи-Вирар (VVMC) возглавляет муниципальный комиссар. Выборы проводятся каждые пять лет. Должность мэра является в значительной степени церемониальным постом с ограниченными полномочиями, это должностное лицо представляет партию, получившую большинство на выборах.
Муниципальная корпорация Васаи-Вирар предоставляет все основные муниципальные объекты в области своих полномочий. Объекты, находящихся под его юрисдикцией:
- Общественное здравоохранение и больницы
- Уличное освещение
- Транспорт
- Поддержание парков и открытых пространств
- Очистки сточных вод и утилизации
- Уборка мусора и чистоту улиц
- Оказание помощи в области предупреждения эпидемических вспышек через массовое производство лекарственных средств на Хавкин институт
- Кладбищ и крематориев
- Регистрация рождений и смертей.
- Маяки
- Удаление Посягательства
- Рынки, магазины и заведения
- Безопасность

Её административный район в настоящее время включает в себя, кроме Васаи-Вирар, четыре города и восемнадцать сел.

## Транспорт

### Железные дороги

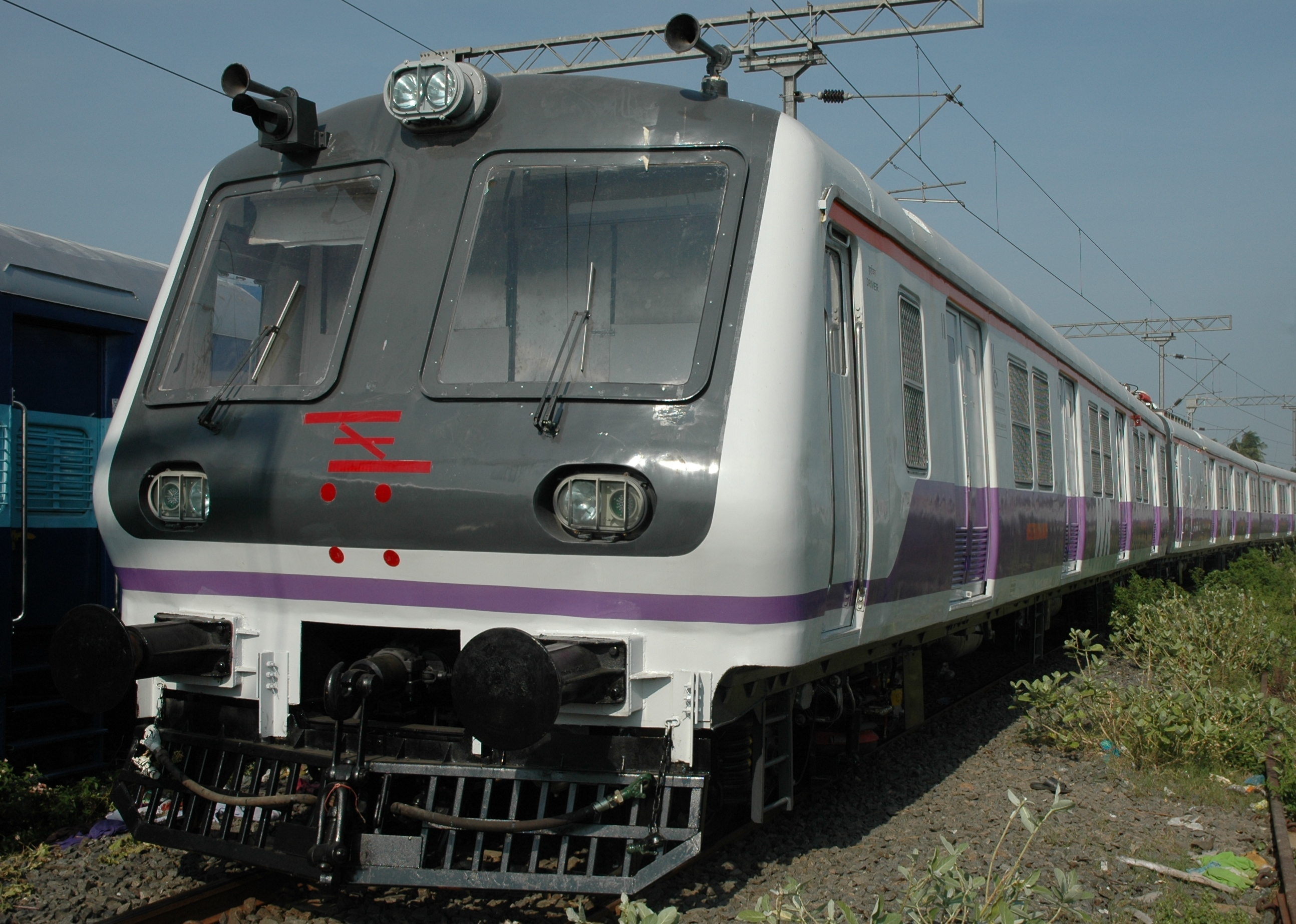
Местный поезд из Мумбаи

Васаи-Вирар расположен на Западной и Центральной железных дорогах. Главных железнодорожных станций:
- Вокзал Вирар (Западная железная дорога): Все местные, дизель-поезда, MEMU, Shuttle, Экспресс и пассажирские поезда
- Вокзал Налласопара (Западная железная дорога): Все местные остановки DMU и MEMU.
- Вокзал Васаи (Западная / Центральная железная дорога): Все местные, *DMU, MEMU, Shuttle, Экспресс и пассажирские поезда.
- Вокзал Наигаон (Западная железная дорога): Все местные поезда.
- Вокзал Юхандра (Центральная железная дорога): Все DMU и MEMU.
- Вокзала Каман (Центральная железная дорога): Все DMU и MEMU.